# Луисова реакција
Луисова реакција, вазомоторна или ловачка реакција је процес наизменичне реакција у виду вазоконстрикције и вазодилатације у рукама и стопала након излагања хладноћи. Тако је названа по Томасу Луису, који је први описао овај феномен 1930. године.  Парадоксална и циклична вазодилатација се често јавља у прстима на рукама, ногама и лицу, и то је названо одговор на лов или хладноћом-индукована вазодилатација (ХИВД). Иако је описани пре скоро једног века, механизми ХИВД су и даље спорни; истраживања у овој области остала су углавном дескриптивне природе. Недавна истраживања ХИВД-а донела су повећану стандардизацију методологије заједно са новим сазнањима о утицају посредујућих фактора као што су хипоксија и физичка спремност. Повећана механичка анализа ХИВД-а се такође појавила заједно са побољшаним моделирањем и предвиђањем одговора на ХИВД.
Примарна функција крвотока коже је регулација температуре, која служи организму као целини, а не самој кожи. Међутим, постоје механизми који пружају одређени степен локалне заштите од оштећења коже. Један такав механизам је "ловачка реакција". Ова рекција клинички се манифестује синдромом еритематозних, отечених, осетљивих, болних ножних прстију који се јавља без претходног беледила или накнадне цијанозе. Симптоми су изазвани излагањем хладноћи или, повремено, притиску. Претпоставља се да код неких пацијената уобичајена заштитна реакција код овог синдрома постаје преосетљива до тачке у којој појединци могу искусити, у претераном облику, сензације које нормално прате Луисову ловачку реакцију, што резултује описаним клиничким синдромом.

## Епоним
Луисова реакција је тако названа по Томасу Луису, који је први описао овај феномен 1930. године.

## Етиопатогенеза
Упркос општем нагону за вазоконстрикцију на хладноћи, уобичајено запажање у прстима на ногама и прстима је да, након кратког периода сниженог протока крви и температуре коже, долази до наизглед парадоксалног и привременог повећања протока крви и поновног загревања. Током ових епизода, температура коже може порасти за чак 10º, а овај пад и пораст могу се понављати циклично. Овај образац периодичног загревања први је описао Томас Луис, и он га је назвао „одговором на лов“ због његовог очигледног осцилаторног обрасца – овај одговор је такође назван „хладноћом изазвана вазодилатација“ (ХИВД). Поред прстију на рукама и ногама, ХИВД је примећен на лицу и подлактицама. Познато је да је топлотни статус целог тела важна детерминанта за преваленцију и интензитет ХИВД-а, са инверзном релацијом између ХИВД  одговора и телесне температуре, заједно са недостатком било које уочене хладноћом изазвана вазодилатације испод граничне телесне температуре. 
У прошлости се сматрало да вазомоторна ловачка реакција штити прсте од промрзлина и побољшава функцију мишића у прстима. Експерименти су показали да то није тачно. Ова реакција чини руке још осетљивијим на хладноћу када су изложене хладноћи. 
Вазоконстрикција прво смањује губитак топлоте, али такође изазива озбиљно хлађење екстремитета. Отприлике пет до десет минута након излагања хладноћи, крвни судови у екстремитетима се нагло шире. Разлог за то је вероватно хладно-покренут нагли пад симпатичког ослобађања неуротрансмитера у мишићном слоју артериовенских анастомоза . Вазодилатација повећава проток крви, а тиме и температуру подручја тела изложеног хладноћи. Поново следи вазоконстрикција, тако да се те две реакције смењују. 
Вазомоторна ловачка реакција је један од четири могућа одговора на урањање прстију у хладну воду. Други могући одговори су континуирана вазоконстрикција, споро загревање и облик пропорционалне контроле у којој пречник крвних судова остаје константан након почетне фазе вазоконстрикције. У огромној већини случајева ради се о вазомоторној ловачкој реакцији.  Многи фактори могу утицати на јачину одговора. Одговор је јачи код људи који су често изложени хладноћи. Улога генетских фактора је нејасна. 